# 남부지구 (말라위)

남부지구

남부지구(Southern Region)는 말라위의 지구로 구도는 블랜타이어이며 면적은 31,753km2, 인구는 5,876,784명(2008년 기준)이다. 13개 도(발라카도, 블랜타이어도, 치콰와도, 치라줄루도, 마칭가도, 망고치도, 물란제도, 음완자도, 네노도, 은산제도, 팔롬베도, 티올로도, 좀바도)를 관할한다.